# Grete Diercks

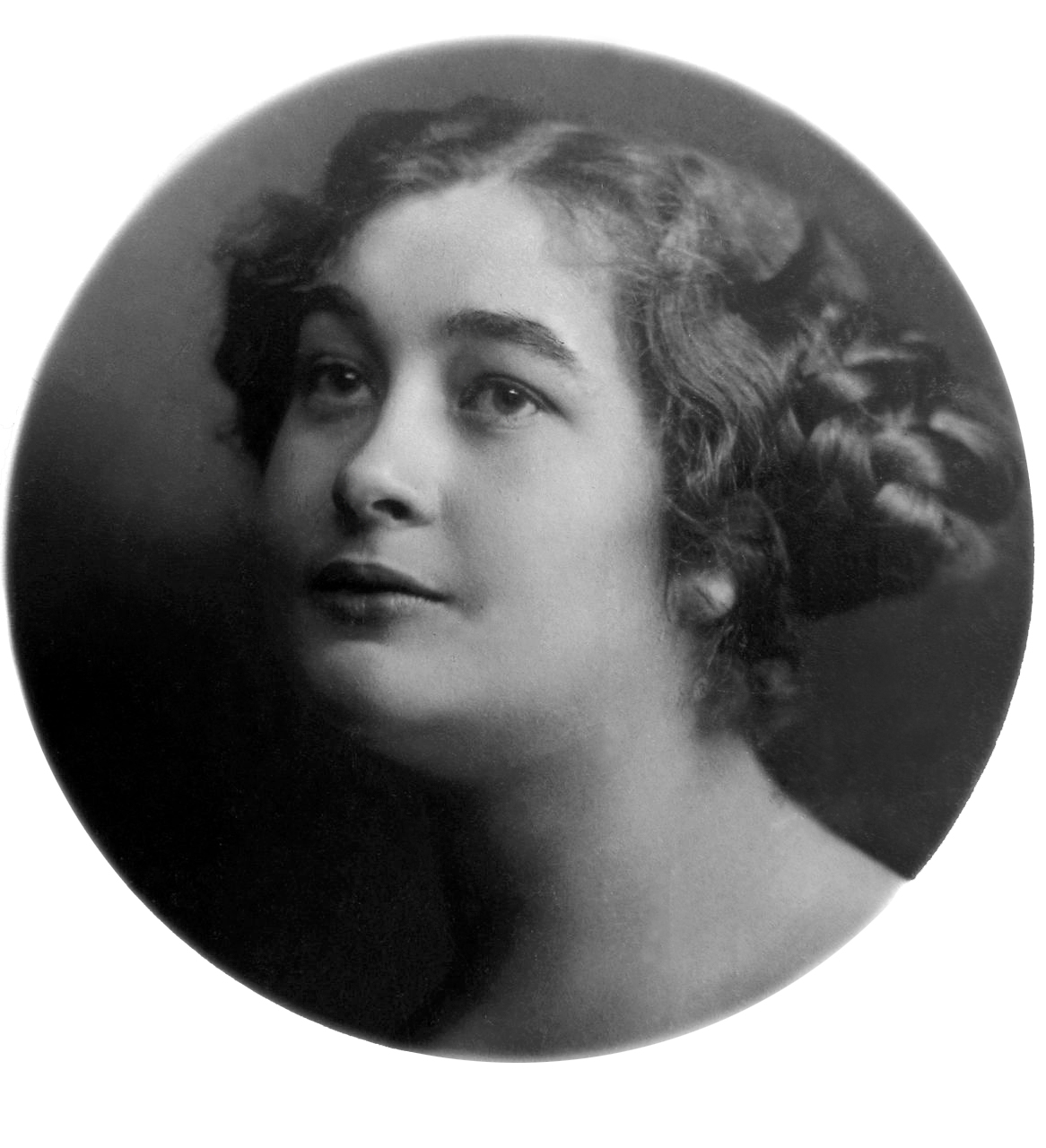
Grete Diercks 1912

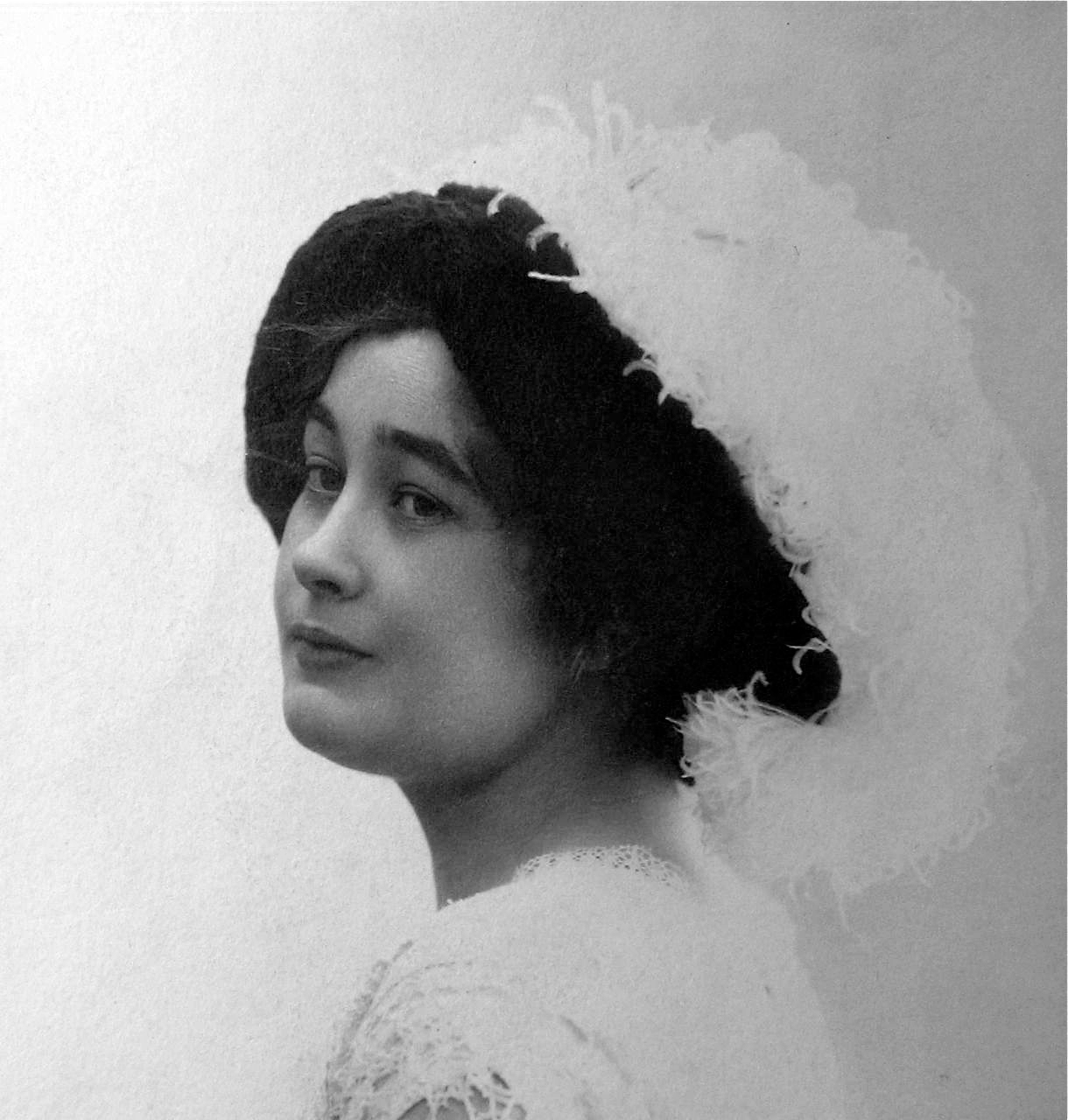
Grete Diercks 1912

Margarete „Grete“ Diercks (* 1. September 1890 in Hamburg; † 15. Juli 1978 in Lauingen) war eine deutsche Schauspielerin.

## Leben
Diercks war bereits im Kindesalter als Darstellerin am 1900 eröffneten Deutschen Schauspielhaus in Hamburg tätig gewesen. An ihrem 11. Geburtstag wurde sie dort Mitglied des Ensembles und stand in den Spielzeiten 1902/03 bis 1908/09 regelmäßig auf der Bühne. Obwohl sie keine Schauspielschule besucht hatte, blieb sie auch als junge Frau dem Theater treu und sammelte unter anderem 1912 am Theater in Riga weitere Schauspielerfahrung. In Riga lernte sie auch ihren späteren Ehemann, einen Ingenieur, kennen. Anschließend ging sie nach Berlin, wo sie verschiedene Theaterengagements übernahm, darunter ab 1917 Rollen am Theater in der Königgrätzer Straße. Diercks war nicht nur als Theaterschauspielerin aktiv, sondern trat gelegentlich auch als Sängerin auf, so um 1914 in der Titelrolle in der Operette Prinzessin Herzlieb von Eduard Mörike.
Das Kino erlangte erst gegen Ende des Ersten Weltkriegs Bedeutung in Diercks’ künstlerischer Laufbahn, und sie übernahm bis in die frühen 1920er-Jahre hinein eine Reihe von tragenden Neben- bzw. zweiten Hauptrollen in zum Teil recht prominenten deutschen Inszenierungen, darunter Ernst Lubitschs Carmen und Rausch sowie F. W. Murnaus Der brennende Acker und E. A. Duponts Erstverfilmung des populären Hochalpendramas Die Geierwally, in der sie die Afra verkörperte. Nebenbei trat sie weiterhin am Theater auf, so 1918 am Komödienhaus in Menyhért Lengyels und Lajos Birós Stück Die Zarin und 1921 am Berliner Lustspielhaus in Angelo Canas Der Werwolf. Ihr letzter Film wurde Die Sonne von St. Moritz aus dem Jahr 1923. Im selben Jahr heiratete sie und beendete ihre Schauspielkarriere.

## Filmografie
- 1916: Die Fiebersonate
- 1917: Unsühnbar
- 1917: Durchlaucht Hypochonder
- 1918: Carmen
- 1918: Fünf Minuten zu spät
- 1918: Keimendes Leben (2 Teile)
- 1919: Rausch
- 1919: Todesurteil
- 1919: Zwangsliebe im Freistaat
- 1920: Die Frauen vom Gnadenstein
- 1921: Die Geierwally
- 1922: Der brennende Acker
- 1922: Am Rande der Großstadt
- 1922: Der Kampf ums Ich
- 1922: Der Liebe Pilgerfahrt
- 1923: Und dennoch kam das Glück
- 1923: Die Kette klirrt
- 1923: Die Sonne von St. Moritz